# SM-liiga 1996/97
Die  Saison 1996/97 war die 22. Spielzeit der SM-liiga. Zum vierten Mal seit der Gründung der SM-liiga und zum fünften Mal insgesamt wurde Jokerit Helsinki Finnischer Eishockey-Meister.

## Reguläre Saison

### Modus
Jedes Team musste viermal gegen jedes andere Team in der Liga und sechsmal zusätzlich gegen örtlich nahegelegene Mannschaften spielen. Jedes Spiel bestand aus drei Dritteln à 20 Minuten. Im Fall, dass nach der regulären Spielzeit kein Sieger gefunden war, wurde das Spiel als unentschieden gewertet.
Ein Sieg in der regulären Spielzeit brachte einer Mannschaft zwei Punkte. Ein Unentschieden wurde mit einem Punkt vergütet. Für eine Niederlage gab es keine Punkte.

### Abschlusstabelle
Abkürzungen: Sp = Spiele, S = Siege, U = Unentschieden, N = Niederlagen, T = Tore, GT = Gegentore, TD = Tordifferenz
| Pl  | Mannschaft | Sp | S  | U  | N  | T   | GT  | TD   | Punkte |
| --- | ---------- | -- | -- | -- | -- | --- | --- | ---- | ------ |
| 1.  | Jokerit    | 50 | 35 | 4  | 11 | 192 | 116 | +76  | 74     |
| 2.  | TPS        | 50 | 32 | 7  | 11 | 191 | 105 | +86  | 71     |
| 3.  | HPK        | 50 | 28 | 7  | 15 | 191 | 143 | +48  | 63     |
| 4.  | Ilves      | 50 | 26 | 7  | 17 | 183 | 147 | +36  | 59     |
| 5.  | JYP        | 50 | 25 | 6  | 19 | 163 | 136 | +27  | 56     |
| 6.  | K-Espoo    | 50 | 21 | 9  | 20 | 154 | 163 | −9   | 51     |
| 7.  | Ässät      | 50 | 19 | 10 | 21 | 171 | 181 | −10  | 48     |
| 8.  | Tappara    | 50 | 18 | 8  | 24 | 139 | 171 | −32  | 44     |
| 9.  | HIFK       | 50 | 17 | 8  | 25 | 159 | 171 | −12  | 42     |
| 10. | Lukko      | 50 | 16 | 5  | 29 | 136 | 170 | −34  | 37     |
| 11. | SaiPa      | 50 | 13 | 8  | 29 | 118 | 181 | −63  | 34     |
| 12. | KalPa      | 50 | 8  | 5  | 37 | 116 | 228 | −112 | 21     |

### Beste Scorer
Abkürzungen: T = Tore, A = Assists
| Pl  | Spieler            | Mannschaft | T  | A  | Punkte |
| --- | ------------------ | ---------- | -- | -- | ------ |
| 1.  | Petri Varis        | Jokerit    | 36 | 23 | 59     |
| 2.  | Vladimír Vůjtek    | Ässät      | 27 | 31 | 58     |
| 3.  | Kimmo Rintanen     | TPS        | 25 | 28 | 53     |
| 4.  | Mika Arvaja        | Ilves      | 22 | 30 | 52     |
| 5.  | Thomas Sjögren     | JYP        | 31 | 20 | 51     |
| 6.  | Timo Saarikoski    | Jokerit    | 14 | 36 | 50     |
| 7.  | Raimo Helminen     | Ilves      | 11 | 39 | 50     |
| 8.  | Jani Hassinen      | HPK        | 19 | 30 | 49     |
| 9.  | Vjačeslavs Fanduls | Ässät      | 18 | 30 | 48     |
| 10. | Peter Larsson      | JYP        | 13 | 35 | 48     |

## Play-offs

### Modus
Die Plätze 1–8 waren automatisch für die Play-offs qualifiziert.
Für die jeweils nächste Runde qualifizierten sich die Mannschaften, die im Viertel- und Halbfinale gegen ihren Gegner von fünf Spielen die meisten gewonnen hatten. Die Sieger der Halbfinals zogen ins Finale ein, während die Verlierer im kleinen Finale um den dritten Platz spielten. Im Finale wurden ebenfalls fünf Spiele gespielt. Wer die meisten Spiele gewann, war Sieger der Saison. In der Runde um Platz 3 wurde lediglich ein Spiel gespielt. Die jeweiligen Gegner wurden so zusammengestellt, dass die bestplatzierte Mannschaft gegen die schlechteste spielt, die zweitbeste, gegen die zweitschlechteste, und so weiter. Ein Spiel dauerte, so wie in der Hauptsaison, insgesamt 60 Minuten. Nach der regulären Zeit wurden Verlängerungen von jeweils 20 Minuten Länge gespielt, bis ein Sieger durch ein entscheidendes Tor gefunden wurde.

### Turnierbaum
|  | Viertelfinale   | Viertelfinale    |                 |               | Halbfinale       | Halbfinale |  |  | Finale   | Finale   |
|  |                 |                  |                 |               |                  |            |  |  |          |          |
|  | 15. – 18.3.1997 |                  |                 |               |                  |            |  |  |          |          |
|  | Jokerit         | 3                |                 |               |                  |            |  |  |          |          |
|  | Jokerit         | 3                | 25. – 28.3.1997 |               |                  |            |  |  |          |          |
|  | Tappara         | 0                |                 |               |                  |            |  |  |          |          |
|  | Tappara         | 0                | Jokerit         | 3             |                  |            |  |  |          |          |
|  |                 |                  | Jokerit         | 3             |                  |            |  |  |          |          |
|  |                 | Ilves            | 0               |               |                  |            |  |  |          |          |
|  | Ilves           | Ilves            | 0               | 3             |                  |            |  |  |          |          |
|  | Ilves           |                  |                 | 3             |                  |            |  |  |          |          |
|  | JYP             | 1                |                 | 3. – 6.4.1997 | 3. – 6.4.1997    |            |  |  |          |          |
|  | 15. – 20.3.1997 | 15. – 20.3.1997  | Jokerit         | 3             |                  |            |  |  |          |          |
|  | 15. – 20.3.1997 | 15. – 20.3.1997  |                 | TPS           | 0                |            |  |  |          |          |
|  | TPS             | 3                |                 |               |                  |            |  |  |          |          |
|  | Assät           | 1                |                 |               |                  |            |  |  |          |          |
|  | Assät           | 1                | TPS             | 3             |                  |            |  |  |          |          |
|  |                 |                  | TPS             | 3             | Spiel um Platz 3 |            |  |  |          |          |
|  |                 | HPK              | 2               |               |                  |            |  |  |          |          |
|  | HPK             | HPK              | 2               | 3             | HPK              | 1          |  |  |          |          |
|  | HPK             | 25.3. – 1.4.1997 |                 | 3             | HPK              | 1          |  |  |          |          |
|  | K-Espoo         | 1                |                 | Ilves         | 0                |            |  |  |          |          |
|  | K-Espoo         | 1                |                 |               | 0                |            |  |  |          |          |
|  | 15. – 20.3.1997 | 15. – 20.3.1997  |                 |               |                  |            |  |  | 3.4.1997 | 3.4.1997 |

### Viertelfinale
| Jokerit – Tappara                  | Jokerit – Tappara | Jokerit – Tappara | Jokerit – Tappara |
| ---------------------------------- | ----------------- | ----------------- | ----------------- |
| 15. März                           | Jokerit           | Tappara           | 3-1               |
| 16. März                           | Tappara           | Jokerit           | 5-6 n. V.         |
| 18. März                           | Jokerit           | Tappara           | 4-0               |
| Jokerit gewinnt die Runde mit 3:0. |                   |                   |                   |

| Ilves – JYP                      | Ilves – JYP | Ilves – JYP | Ilves – JYP |
| -------------------------------- | ----------- | ----------- | ----------- |
| 15. März                         | Ilves       | JYP         | 4-2         |
| 16. März                         | JYP         | Ilves       | 6-1         |
| 18. März                         | Ilves       | JYP         | 4-1         |
| 20. März                         | JYP         | Ilves       | 2-5         |
| Ilves gewinnt die Runde mit 3:1. |             |             |             |

| TPS – Ässät                    | TPS – Ässät | TPS – Ässät | TPS – Ässät |
| ------------------------------ | ----------- | ----------- | ----------- |
| 15. März                       | TPS         | Ässät       | 1-3         |
| 16. März                       | Ässät       | TPS         | 4-7         |
| 18. März                       | TPS         | Ässät       | 6-3         |
| 20. März                       | Ässät       | TPS         | 2-4         |
| TPS gewinnt die Runde mit 3:1. |             |             |             |

| HPK – K-Espoo                  | HPK – K-Espoo | HPK – K-Espoo | HPK – K-Espoo |
| ------------------------------ | ------------- | ------------- | ------------- |
| 15. März                       | HPK           | K-Espoo       | 3-0           |
| 16. März                       | K-Espoo       | HPK           | 3-4           |
| 18. März                       | HPK           | K-Espoo       | 2-3           |
| 20. März                       | K-Espoo       | HPK           | 3-4           |
| HPK gewinnt die Runde mit 3:1. |               |               |               |

### Halbfinale
| Jokerit – Ilves                    | Jokerit – Ilves | Jokerit – Ilves | Jokerit – Ilves |
| ---------------------------------- | --------------- | --------------- | --------------- |
| 25. März                           | Jokerit         | Ilves           | 7-3             |
| 26. März                           | Ilves           | Jokerit         | 1-2             |
| 28. März                           | Jokerit         | Ilves           | 4-2             |
| Jokerit gewinnt die Runde mit 3:0. |                 |                 |                 |

| TPS – HPK                      | TPS – HPK | TPS – HPK | TPS – HPK |
| ------------------------------ | --------- | --------- | --------- |
| 25. März                       | TPS       | HPK       | 1-4       |
| 26. März                       | HPK       | TPS       | 5-3       |
| 28. März                       | TPS       | HPK       | 5-4       |
| 30. März                       | HPK       | TPS       | 1-2 n. V. |
| 1. April                       | TPS       | HPK       | 6-2       |
| TPS gewinnt die Runde mit 3:2. |           |           |           |

### Dritter Platz
| HPK – Ilves         | HPK – Ilves | HPK – Ilves | HPK – Ilves |
| ------------------- | ----------- | ----------- | ----------- |
| 3. April            | HPK         | Ilves       | 5-1         |
| HPK gewinnt Bronze. |             |             |             |

### Finale
| Jokerit – TPS                                                 | Jokerit – TPS | Jokerit – TPS | Jokerit – TPS |
| ------------------------------------------------------------- | ------------- | ------------- | ------------- |
| 3. April                                                      | TPS           | Jokerit       | 2-3 n. V.     |
| 5. April                                                      | Jokerit       | TPS           | 4-2           |
| 6. April                                                      | Jokerit       | TPS           | 4-0           |
| Jokerit gewinnt die Meisterschaft mit 3:0. TPS erhält Silber. |               |               |               |

### Finnischer Meister
| Finnischer Meister Jokerit Helsinki | Torhüter: Marko Rantanen, Ari Sulander Verteidiger: Antti Hulkkonen, Waltteri Immonen, Ismo Kuoppala, Antti-Jussi Niemi, Pasi Sormunen, Mika Strömberg, Daniel Tjärnqvist, Marko Tuulola Angreifer: Mika Asikainen, Niko Halttunen, Otakar Janecký, Mikko Konttila, Tero Lehterä, Juha Lind, Jari Lindroos, Jani-Matti Loikala, Pasi Saarela, Timo Saarikoski, Keijo Säilynoja, Eero Somervuori, Antti Törmänen, Petri Varis Cheftrainer: Curt Lundmark |

### Beste Scorer
Abkürzungen: T = Tore, A = Assists
| Pl | Spieler        | Mannschaft | T | A  | Punkte |
| -- | -------------- | ---------- | - | -- | ------ |
| 1. | Kimmo Rintanen | TPS        | 5 | 10 | 15     |
| 2. | Otakar Janecký | Jokerit    | 2 | 13 | 15     |
| 3. | Petri Varis    | Jokerit    | 7 | 4  | 11     |
| 4. | Brian Rafalski | HPK        | 6 | 5  | 11     |
| 5. | Antti Aalto    | TPS        | 5 | 6  | 11     |

## SM-liiga-Qualifikation
Um nicht abzusteigen, musste sich die letztplatzierte Mannschaft der SM-liiga (in diesem Fall KalPa Kuopio) gegen drei Aufstiegskandidaten aus der zweiten finnischen Eishockeyliga (1. Division) beweisen. Die Aufstiegskandidaten waren die drei besten Mannschaften der Play-offs (Haukat Järvenpää, Karhut und Kärpät Oulu).
Es gab zwei Qualifikationsrunden, wobei in der zweiten Runde die Gewinner der ersten gegeneinander antraten. Wer die zweite Runde gewann, durfte in der SM-liiga bleiben bzw. in diese aufsteigen.

### 1. Runde
| KalPa – Haukat                      | KalPa – Haukat | KalPa – Haukat | KalPa – Haukat |
| ----------------------------------- | -------------- | -------------- | -------------- |
| 15. März                            | KalPa          | Haukat         | 6-4            |
| 16. März                            | Haukat         | KalPa          | 1-2 n. V.      |
| 18. März                            | KalPa          | Haukat         | 5-4 n. V.      |
| KalPa gewinnt die 1. Runde mit 3:0. |                |                |                |

| Karhut – Kärpät                      | Karhut – Kärpät | Karhut – Kärpät | Karhut – Kärpät |
| ------------------------------------ | --------------- | --------------- | --------------- |
| 15. März                             | Karhut          | Kärpät          | 2-6             |
| 16. März                             | Kärpät          | Karhut          | 5-1             |
| 18. März                             | Karhut          | Kärpät          | 2-6             |
| Kärpät gewinnt die 1. Runde mit 3:0. |                 |                 |                 |

### 2. Runde
| Pelicans – Kärpät                   | Pelicans – Kärpät | Pelicans – Kärpät | Pelicans – Kärpät |
| ----------------------------------- | ----------------- | ----------------- | ----------------- |
| 28. März                            | KalPa             | Kärpät            | 5-1               |
| 26. März                            | Kärpät            | KalPa             | 1-2 n. V.         |
| 25. März                            | KalPa             | Kärpät            | 5-4 n. V.         |
| KalPa gewinnt die 2. Runde mit 3:0. |                   |                   |                   |

KalPa Kuopio durfte aufgrund des Ergebnisses der 2. Runde in der SM-liiga bleiben. Die restlichen Mannschaften blieben in der 1. Division.

## Auszeichnungen
| Auszeichnung                 | Gewinner       | Mannschaft |
| ---------------------------- | -------------- | ---------- |
| Aarne-Honkavaara-Trophäe     | Petri Varis    | Jokerit    |
| Jari-Kurri-Trophäe           | Otakar Janecký | Jokerit    |
| Jarmo Wasaman muistopalkinto | Olli Jokinen   | HIFK       |
| Kalevi-Numminen-Trophäe      | Hannu Kapanen  | HPK        |
| Kultainen kypärä             | Kimmo Rintanen | TPS        |
| Lasse-Oksanen-Trophäe        | Jani Hurme     | TPS        |
| Matti-Keinonen-Trophäe       | Kimmo Timonen  | TPS        |
| Pekka-Rautakallio-Trophäe    | Brian Rafalski | HPK        |
| Pentti-Isotalo-Trophäe       | Panu Bruun     | -          |
| Raimo-Kilpiö-Trophäe         | Kimmo Rintanen | TPS        |
| Unto-Wiitala-Trophäe         | Seppo Mäkelä   | -          |
| Urpo-Ylönen-Trophäe          | Jani Hurme     | TPS        |
| Veli-Pekka-Ketola-Trophäe    | Petri Varis    | Jokerit    |